# 艾溫·占士·班森
艾溫·詹姆斯·本森（英語：Edwin James Benson，直译：「鐵野牛」；1931年10月23日—2016年12月9日）是一名美國教師和世上最後一名以曼丹語作母語的人。